# Adré
Adré (àrab: أدري, Adrī) és la ciutat principal del departament d'Assoungha en la regió d'Ouaddaï del Txad. És molt a prop de la frontera oriental del Txad amb Sudan, que es troba a uns 400 metres. La ciutat es comunica amb l'exterior per l'aeroport de Adré.

## Demografia
| Any  | Població |
| ---- | -------- |
| 1993 | 8 783    |
| 2008 | 12 571   |